# 日曜スペシャル (日本テレビ)
『日曜スペシャル』（正式のタイトル：SUNDAY SPECIAL）は、日本テレビ系列で放送された単発特別番組。大きく3代にわたっている。

## 1969年版
- 1969年1月5日から4月20日にて同様にサンデー・スペシャルとして放送されたことがある。これは、前番組「進め!青春」が視聴率不振のために1クールで打ち切られたため、つなぎ番組として放送したものである。全16回。基本放送時間は20:00-20:56（JST（日本標準時　以下同文）
- 内容は初期は歌謡系や海外系、後期はバラエティ系だったが、プロボクシング中継も3回放送した。なおプロボクシング中継の際は、20:00 - 21:26に拡大して放送した（21:00の『日立ドキュメンタリー すばらしい世界旅行』は休止）。

### 放送された番組
▲マークは20:00 - 21:26枠で放送。
- スター、コンビで歌う（1969年1月5日放送）
- ？（1969年1月12日放送）
- ウエスタンカーニバル（1969年1月19日放送）
- K・ラール大魔術団（1969年1月26日放送）
- 国際オープン卓球選手権大会（1969年2月2日放送）
- プロボクシング世界フェザー級タイトルマッチ「西城正三×ペドロ・ゴメス」（1969年2月9日放送）▲
- ひばり・森繁大いにうたう（1969年2月16日放送）
- 世界最大の大サーカス（1969年2月23日放送）
- クレージーの8PM!（1969年3月2日放送）
- お笑いビックリ席（1969年3月9日放送）
- 芸能人愛人大会（1969年3月16日放送）
- スター・アニマル大出陣（1969年3月23日放送）
- プロボクシング世界フライ級タイトルマッチ「海老原博幸×ホセ・セベリノ」（1969年3月30日放送）▲
- プロボクシング世界ジュニアライト級タイトルマッチ「小林弘×アントニオ・アマヤ」（1969年4月6日放送）▲
- 腰抜け最大のショー（1969年4月13日放送）
- 越路吹雪ショー（1969年4月20日放送）

（参考：1969年1月5日 - 同年4月20日各付けの「朝日新聞・縮刷版」ラジオ・テレビ欄）

## 1974年版
- 1974年4月14日から1992年12月には、日曜14:15 - 15:40→14:00 - 15:25の枠で日曜スペシャルとして放送された事がある。
  - 時によっては、スポーツ中継のために直後番組の『日曜映画劇場』が繰り上がって休止になる事もある。
  - 基本的には複数社提供（開始当初はノンスポンサー）だが、不定期に麒麟麦酒とキリン・シーグラム（現：キリンディスティラリー）がスポンサーになって、『キリン日曜スペシャル』として放送される事がある。
  - またタイトル表示部は、通常ではブルーバックに『日曜スペシャル』と表示されていたが、『キリン日曜スペシャル』の時は宇宙空間をバックにしたアニメーションを流し（EDはOP映像の逆回転）、「この番組は、品質本位の麒麟麦酒と、『ロバートブラウン』で御馴染みのキリン・シーグラムがお送りします（しました）」という提供コメントが出された。

### 放送された番組
- 美空ひばり〜大衆のアイドル〜（1974年4月14日、第1回）
- プロ野球中継（日曜日に開催されたデーゲーム（基本的に読売ジャイアンツ主管試合で、ダブルヘッダー2試合[1]の中継をしたこともある。またロッテオリオンズ主管のデーゲームを放送したこともあった）、および日本シリーズ）
- 最後の最後のピーナッツ（1975年5月25日、ザ・ピーナッツ引退関連番組。『シャボン玉ホリデー』コント再現などで構成）
- NNN報道スペシャル 両陛下アメリカの旅 -総集編-（1975年10月12日）
- 夢と冒険!アメリカ大横断（1976年7月11日。コカ・コーラボトラーズ一社提供）
- 恐怖の不時着旅行（1976年10月24日）
- 私たちの心の歌 演歌って何だろう（1977年5月1日）
- 珍商売コンクール（1978年4月30日）
- これが音声多重放送だ!（1978年10月1日。3日前の9月28日から始まった音声多重放送を記念した番組。ステレオ放送によるプロ野球中継や歌謡コンサート、星セント・ルイスのステレオ漫才、『巨泉×前武ゲバゲバ90分!』や『カリキュラマシーン』に出演した岡崎友紀・熊倉一雄・宍戸錠による『ゲバゲバ』風コントなどで構成。司会：徳光和夫(当時局アナ)、松下電器産業一社提供）
- あしたの勇者たち（1979年7月1日。「国際児童年」記念アニメ）
- テレビから生まれた歌・30年!（1983年8月28日）
- 楽しく作る!!童話に出てくるお菓子の絵本（1983年12月4日）
- ㊙緊急指令!人工衛星とヘリコで地球の裏側と宝を探せ!!（1984年3月18日。同年同月22日と29日に『木曜スペシャル』で放送される『人工衛星クイズ』の事前番組。レポーター役の福留功男(当時局アナ)と山下真司が出演）
- VITAMIN C TOUR 浅香唯 100%元気です!（1988年9月4日。同年7月から8月まで日本各地で行われた、浅香唯のコンサート「VITAMIN C TOUR」の模様を放送。ナレーター：大森章督）

ほか

## 2005年版
2005年版は同年7月から9月まで、毎週日曜19:58-20:54で、クロスネット局であるテレビ大分、テレビ宮崎も含めて放送されていた1時間の特別番組（つなぎ番組）の枠。この番組は急遽放送されることになったが、急遽放送開始になった理由としては、同年4月から『ワールド☆レコーズ』の後番組として、同じ時間で放送されていた久米宏司会の『A』が、低視聴率で久米宏が降板し、6月までの3ヶ月で打ち切りとなったことである。主に、『特命リサーチ200X』の特別版をメインに編成。
また、8月については、7日に『ザ!鉄腕!DASH!!』スペシャル（18時55分から。TOS・UMKは19時から）を、14日と21日にプロ野球中継（同様）を、28日には毎年恒例の『24時間テレビ 「愛は地球を救う」』を編成した。
9月については、4日に『1億3000万人が選ぶ音楽の祭典2005』を、11日には衆議院総選挙に伴う『ゲキセン!』と元々放送予定だった『日曜ナイター』を合わせて放送。9月18日以降は前後の番組でもある『ザ!鉄腕!DASH!!』や、『行列のできる法律相談所』のスペシャル編成などを放送していた。
同年10月からは水曜20時枠で放送されていた音楽番組の『ミンナのテレビ』がタイトルを『歌笑HOTヒット10（⇒ウタワラ）』に改めてこの時間帯で放映し視聴率改善を図ったが、『大河ドラマ』（NHK）や『どうぶつ奇想天外!』（TBS系）、『ジャンクSPORTS』（フジテレビ系）に大苦戦(平均9.5%前後)していたため、2007年1月28日に打ち切りとなった。2月4日からはかつて月曜23:40枠にて放送されていた『クイズ発見バラエティー イッテQ!』をリニューアルさせた『世界の果てまでイッテQ!』という家族向けの番組をスタートさせ、視聴率は時間帯トップとなり好調なため現在も放送中である。

### 放送された番組
- 特命リサーチ200X特別版
- 1億3000万人が選ぶ真夏の音楽の祭典2005
- プロ野球中継2005
- 24時間テレビ【2005年8月27日～28日】
- 未知の世界を撮りたい 驚き(秘)映像ハンター!ドリームビジョン

## 2012年版
同枠は1988年10月から2011年3月まで『日曜特番』として放送され、2011年4月から2012年3月までは『日曜パラダイス』として放送されていたが23年半ぶりに本番組が復活した。本番組は『日曜パラダイス』と同様全国ネットの特番や過去に放送された特番の再放送を実施している。

### 放送時間
第1部
- 14:15 - 14:55（日本時間、40分）

第2部
- 15:00 - 17:25→15:00 - 17:00→15:00 - 17:25（日本時間、2時間25分→2時間→2時間25分）

### 放送された番組
- プロ野球中継
- ゴルフ中継
- キリンカップサッカー
- 行列のできる芸能人通販王決定戦
- タカアンドトシのおねだり牛肉宅配便（中京テレビ制作。1 - 3回まで）
- 京都 心の都へ
- ドラマだPON!（2015年7月5日）
- 世界の年収400マン（中京テレビ制作。2回のみ）
- 坂上忍の勝たせてあげたいTV